# Trí tuệ Việt Nam
Trí tuệ Việt Nam là cuộc thi sản phẩm phần mềm tin học nhằm phát hiện và khuyến khích các tài năng trẻ sáng tạo, phát triển những sản phẩm công nghệ thông tin có tính sáng tạo và tính ứng dụng cao trong cuộc sống phục vụ sự nghiệp công nghiệp hoá, hiện đại hoá. Cuộc thi do báo Lao động, Đài Truyền hình Việt Nam và Công ty FPT bắt đầu phối hợp tổ chức từ năm 2000. Mỗi năm, cuộc thi lại có một chủ đề khác nhau. Lễ trao giải thường được tổ chức vào ngày 1 tháng 1 dương lịch hằng năm.
Một số sản phẩm đoạt giải cao nhất của cuộc thi đã gây ra nhiều tranh cãi về tính ứng dụng cũng như độ trung thực, điển hình là hệ điều hành Vietkey Linux đoạt giải năm 2002 và iCMS đoạt giải năm 2003.

## Hình thành
Ý tưởng về một cuộc thi sản phẩm phần mềm tin học mang tên Trí tuệ Việt Nam đã được công ty FPT hình thành từ cuối năm 1999. Đầu năm 2000, FPT mời hai cơ quan ngôn luận lớn là báo Lao động và VTV3 tham gia đồng tổ chức. FPT nhận đài thọ toàn bộ giải thưởng và chi phí cho thí sinh cũng như Ban giám khảo.

## Đối tượng tham gia
Thể lệ của cuộc thi quy định đối tượng dự thi là người Việt Nam ở trong và ngoài nước (bao gồm cả Việt kiều ở nước ngoài) dưới 30 tuổi (năm đầu tiên không giới hạn độ tuổi).
Sản phẩm tham gia dự thi có thể là:
- Ý tưởng, thiết kế, giải thuật (chưa là một sản phẩm, cần đầu tư thêm thời gian và công sức để hoàn thiện)
- Sản phẩm hoàn thiện
- Giải pháp (là một hệ thống đầy đủ gồm cả phần cứng và phần mềm, giải quyết được một công việc cụ thể)
- Công trình nghiên cứu khoa học, luận án tốt nghiệp...[3]

## Các lần tổ chức
| Năm  | Số tác phẩm dự thi (Số sản phẩm hoàn thiện) | Giải Nhất                                                                                                  | Giải Nhì | Giải Ba | TK            |
| ---- | ------------------------------------------- | --- | --- | --- | ------------- |
| 2000 | 115 (40)                                    | Sinh vật rừng Việt Nam (Phùng Mỹ Trung, Võ Sỹ Nam)                                                         | - VM3D - Tham quan và tìm hiểu Văn Miếu Quốc Tử Giám (Đinh Hải Minh, Nguyễn Phú Quảng) - ACC Simulator system (Phan Tấn Quang) | - Bản đồ trực tuyến (Vương Quang Khải) - Intelligent Chinese Playing Program Pro++ Version 4.5 (Trần Việt Hà) - Chương trình Trò chơi Cờ điểm (Bùi Quốc Bảo) - Phần mềm hỗ trợ học tập và giảng dạy (Nguyễn Cao Trí); - Xây dựng một tổ hợp dịch vụ giải trí trực tuyến kết hợp thương mại điện tử và cộng đồng người dùng trên mạng Internet (Nguyễn Hòa Bình, Bạch Hưng Nguyên) | [ 3 ]         |
| 2001 | 144 (80)                                    | Hệ thống trao đổi thông tin trực tuyến được áp dụng trên trang TTVNOnline.com (Vương Vũ Thắng)             | - Máy CNC 3D mini (Lê Văn Kiên - Chợ bất động sản ảo (Nhóm nghiên cứu ứng dụng Agent) | - EasyCalc (Phạm Hoài Việt) - Website Sea Games 2003 (Nguyễn Tất Đắc, Trần Chí Hiếu, Đỗ Quang Tiến) - VietKar (Phùng Tiến Công) | [ 4 ]         |
| 2002 | 228 (124)                                   | Hệ điều hành Vietkey Linux (Vietkey Group)                                                                 | Hệ thống thu thập và tách thông tin ICPS (Nguyễn Thành Long, Nguyễn Phú Bình) | - Phần mềm nhận dạng âm thanh và bản nhạc guitar (Trần Hữu Đức, Nguyễn Thành Hải, Nguyễn Anh Tuấn) - Điều khiển và giám sát hệ thống tín hiệu nhà ga và hệ thống đường ngang liên hoàn (Hoàng Kiên Du, Nguyễn Việt Anh) | [ 5 ] [ 6 ]   |
| 2003 | 166 (142)                                   | Hệ thống quản trị nội dung - iCMS (nhóm iCMS)                                                              | mvnForum - giải pháp cho diễn đàn thảo luận thông tin trực tuyến dựa trên công nghệ Java (Nguyễn Ngọc Minh và cộng sự) | - Hệ thống âm nhạc trực tuyến Việt Nam - Vietnam Audio Networks (nhóm Van team) - Giải pháp tiếng Việt cho thiết bị cầm tay sử dụng hệ điều hành Palm-OS với bộ gõ minh hoạ cho phương pháp nhập liệu kiểu mới trên thiết bị máy tính sử dụng màn hình cảm ứng (Nguyễn Khắc Trọng, Vũ Trung Kiên)                                                                                 | [ 7 ]         |
| 2004 |                                             | Phần mềm kiểm soát và giải pháp phòng thủ an ninh mạng – Moon Secure (Triệu Trần Đức)                      | Môi trường số hóa bệnh viện Việt Nam (Nhóm TĐHK) | - Hệ thống khai thác và quản lý đào tạo trực tuyến JELS (Nhóm Tự lập) - Đại gia đình các dân tộc Việt Nam CD Rom (Nhóm Namsoft) | [ 8 ] [ 9 ]   |
| 2005 | 120 (98)                                    | Vn3D - Phần mềm gọi điện qua Internet bằng giao thức SIP cho thiết bị PDA bằng kết nối Wifi (nhóm Kết nối) | Chuẩn hóa và làm sạch giao thức mạng trong suốt (Cao Tuấn Anh) | - Công cụ soạn thảo bài giảng trực tuyến VIOLET (nhóm Violet) - Hệ thống CNTT bác sĩ (nhóm Trường Sơn) | [ 10 ] [ 11 ] |
| 2006 | 106                                         | Hệ thống soạn thảo, nhận dạng và tính toán biểu thức toán học (Vương Bá Quý)                               | - Hệ thống ghi vé xe tự động và quản lý phương tiện sử dụng công nghệ xử lý và nhận dạng ảnh (Vương Anh Tuấn, Nguyễn Đức Hải, Trương Quốc Hùng, Trần Thị Hải Anh) - Bộ thiết bị sạc điện và sao lưu dữ liệu cho điện thoại di động (Nguyễn Đức Tiến, Nguyễn Mạnh Tuấn, Phạm Xuân Đình, Trần Lê Mạnh, Nguyên Phan Hiếu, Lê Anh Tuấn, Ngô Đặng Quý Dương) | | [ 12 ] [ 13 ] |
| 2007 | 81                                          | Hệ thống nhắn tin xếp hàng (Nhóm Lá bốn cánh)                                                              | - Hệ thống xử lý tiếng Việt tự động EPI và ứng dụng trên Baomoi.vn (nhóm EPI) - Nền tảng xây dựng cổng thông tin trên nền Web 2.0 (Nhóm Tam Sắc) | - Website cộng đồng thiết kế (nhóm Ý tưởng thứ 26) - Công cụ JXT (nhóm N.B.I.S) | [ 14 ] [ 15 ] |

## Ảnh hưởng
Năm đầu tiên tổ chức, cuộc thi Trí tuệ Việt Nam đã được báo Thể thao & Văn hoá bình chọn là một trong 10 sự kiện tiêu biểu của Việt Nam năm 2000.